# F-coalgèbre
En mathématiques, et plus particulièrement en théorie des catégories, une {\displaystyle F}-coalgèbre est une structure définie par rapport à un foncteur {\displaystyle F}. La notion de {\displaystyle F}-coalgèbre possède des applications en informatique, notamment pour l'évaluation paresseuse, pour les structures de données infinies comme les flux ou pour les systèmes transitionnels.
Les {\displaystyle F}-coalgèbres sont une forme duale des F-algèbres (en).

## Définition
On appelle {\displaystyle F}-coalgèbre sur un endofoncteur
{\displaystyle F:{\mathcal {C}}\longrightarrow {\mathcal {C}}}
tout objet {\displaystyle A} de {\displaystyle {\mathcal {C}}} muni d'un {\displaystyle {\mathcal {C}}}-morphisme
{\displaystyle \alpha :A\longrightarrow FA}.
Les homomorphismes des {\displaystyle F}-coalgèbres sont les morphismes
{\displaystyle f:A\longrightarrow B}
dans {\displaystyle {\mathcal {C}}} tel que :
{\displaystyle Ff\circ \alpha =\beta \circ f}.
Une {\displaystyle F}-coalgèbre associée à un foncteur {\displaystyle F} constitue une catégorie.